# Trữ tình ngoại đề
Trữ tình ngoại đề, hay còn có tên ngoại đề trữ tình là một thuật ngữ văn học dùng để chỉ một hình thức của ngôn từ tác giả: là ngôn từ của tác giả kiêm người trần thuật bị chệch ra ngoài việc miêu tả các sự kiện trong cốt truyện nhằm bình luận hoặc đánh giá về chúng, hoặc về những điều khác, không trực tiếp gắn với hành động của tác phẩm.
Trữ tình ngoại đề có thể là lời mở đầu tác phẩm (chẳng hạn, lời mở đầu của Truyện Kiều, của Lục Vân Tiên), có thể là lời gói ở cuối tác phẩm (chẳng hạn, lời gói ở cuối Truyện Kiều). Trữ tình ngoại đề có thể là những đoạn văn, đoạn thơ nằm xen vào giữa quá trình diễn biến của các sự kiện và nhân vật trong cốt truyện được bắt đầu triển khai cho đến kết thúc.
Trữ tình ngoại đề là phương tiện quan trọng giúp tác giả soi sáng thêm nội dung tư tưởng của tác phẩm ; bộc lộ đầy đủ, tập trung hơn thái độ, sự đánh giá của mình đối với nhân vật cũng như quan niệm nhân sinh của mình. Nếu tác phẩm là nơi ký thác của tác giả, thì trữ tình ngoại đề là một trong những yếu tố quan trọng, qua đó, tác giả thể hiện trực tiếp những điều muốn nhắn gửi của mình đến người đọc.

## Thuộc tính phổ biến
Tính ước lệ và tính xúc cảm của ngôn từ thi ca khiến trữ tình ngoại đề thường phổ biến trước hết ở các tiểu thuyết bằng thơ, truyện thơ, nhưng trữ tình ngoại đề cũng có thể có ở những tác phẩm văn xuôi với những đoạn mang tính biểu cảm cao hơn hẳn so với trần thuật trong cốt truyện.

## Ý nghĩa
Trữ tình ngoại đề trực tiếp đi vào thế giới tư tưởng, lý tưởng của tác giả, giúp cho việc xây dựng hình tượng tác giả như một người trò chuyện "tâm giao" với độc giả.